# スクリーン (テレビドラマ)
『スクリーン』は、2003年に大韓民国のSBSで放送されたテレビドラマ。全18話。

## キャスト
- キム・ソヒョン：キム・テヒ

子役　キム・ソヒョン：キム・ソヨン
- パク・テヨン：パク・ジョンチョル
- カン・ジュンピョ：コン・ユ
- ソン・ユラ：オ・スンヒョン
- パク・ジュヨン：チョン・ミソン
- オ・グァンス：パク・ヒョンジュン
- チェ・ギョンア：キム・ジウ
- ソン・ヒャングン：イ・ヒド
- ユラの母：チャン・ヒス
- パク・ホンレ：チョン・ドンファン
- チャ部長：イ・ソンヨン
- パク次長：スン・ドンウン
- イム・ソンギュ：ユン・チョルヒョン
- キョンヒ：？
- ソヒョンの上司：チェ・ヨンミン
- チョン・ユジン：？
- ソヒョンの先輩：ユン・ジョンヒ
- 映画の超能力少年役：ウォン・ドッキョン
- ソヒョンの引越前の大家の妻
- チャン理事：イ・ソンホ
- チェ・ソンスク：？
- ユラの先輩：キム・エラン
- ジュンピョの先輩：キム・ヨンヒ
- ファン・ミジャ：？
- テヨンの部下：パク・ギュチョム
- シン・サングン：？
- イム・ヨンホ：ナ・ジェギュン
- 飲食店の雇われ店長：キム・グァンイン
- 飲食店の社長イ・ソック
- チャン・トルボ：キ・ジョンス
- チョン・サンマン：？
- チャン・イニョン：？
- オ・ジェヒョン：？
- チョン・ヨンス：？
- キム・ムンス：？
- ファン：イ・ムンス
- ファンの息子：イ・ジョンソン
- キム・ジョンウ：カン・ソグ
- ソ・ジスク：アン・ヨジン

## スタッフ
- 演出 : イ・スンニョル
- 脚本 : イム・チェジュン